# AGF Aarhus
Maillots
Aarhus Gymnastik Forening af 1880 (souvent abrégé en AGF Aarhus ou simplement AGF) est la section football d'un club omnisports danois nommé Århus Elite A/S, basé à Aarhus (Jutland central). Le club évolue en Superliga (D1).
Outre sa section football, le club dispose d'équipe en basket-ball (Bakken Bears) et handball  (AGF Aarhus Håndbold).

## Historique
- 1927 : 1re participation au championnat de 1re division à poule unique (saison 1927-1928)
- 1955 : 1re participation à une Coupe d'Europe (C1, saison 1955-1956)

## Bilan sportif

### Palmarès
| Compétitions nationales | Compétitions internationales |
| - Championnat du Danemark - Champion (5) : 1955, 1956, 1957, 1960, 1986 - Vice-champion (8) : 1921, 1923, 1925, 1945, 1964, 1982, 1984, 1996 - Championnat du Danemark de deuxième division - Champion (4) : 1930, 1953, 1971, 2011 - Vice-champion (3) : 1976, 2007, 2015 - Coupe du Danemark - Vainqueur (9) : 1955, 1957, 1960, 1961, 1965, 1987, 1988, 1992, 1996 - Finaliste (4) : 1959, 1990, 2016, 2024 - Supercoupe du Danemark - Finaliste (1) : 1996 | - Néant                      |

### Bilan européen
Légende
- Victoire ou qualification pour le tour suivant
- Match nul
- Défaite ou élimination de la compétition

Note : dans les résultats ci-dessous, le score du club est toujours donné en premier.
| Saison    | Compétition               | Tour                | Club               | Domicile | Extérieur | Total  |
| --------- | ------------------------- | ------------------- | ------------------ | -------- | --------- | ------ |
| 1955-1956 | Coupe des clubs champions | Huitièmes de finale | Stade de Reims     | 0 - 2    | 2 - 2     | 2 - 4  |
| 1956-1957 | Coupe des clubs champions | Tour préliminaire   | OGC Nice           | 1 - 1    | 1 - 5     | 2 - 6  |
| 1957-1958 | Coupe des clubs champions | Tour préliminaire   | Glenavon FC        | 0 - 0    | 3 - 0     | 3 - 0  |
| 1957-1958 | Coupe des clubs champions | Huitièmes de finale | Séville FC         | 2 - 0    | 0 - 4     | 2 - 4  |
| 1960-1961 | Coupe des clubs champions | Tour préliminaire   | Legia Varsovie     | 3 - 0    | 0 - 1     | 3 - 1  |
| 1960-1961 | Coupe des clubs champions | Huitièmes de finale | Fredrikstad FK     | 3 - 0    | 1 - 0     | 4 - 0  |
| 1960-1961 | Coupe des clubs champions | Quarts de finale    | SL Benfica         | 1 - 4    | 1 - 3     | 2 - 7  |
| 1961-1962 | Coupe des coupes          | Huitièmes de finale | Werder Brême       | 5 - 3    | 1 - 5     | 6 - 8  |
| 1968-1969 | Coupe des coupes          | Seizièmes de finale | Vitória Setúbal    | 2 - 1    | 2 - 1     | 4 - 2  |
| 1968-1969 | Coupe des coupes          | Huitièmes de finale | Celtic FC          | 0 - 1    | 0 - 2     | 0 - 3  |
| 1979-1980 | Coupe UEFA                | 32es de finale      | Stal Mielec        | 1 - 1    | 1 - 0     | 2 - 1  |
| 1979-1980 | Coupe UEFA                | Seizièmes de finale | Bayern Munich      | 1 - 2    | 1 - 3     | 2 - 5  |
| 1983-1984 | Coupe UEFA                | 32es de finale      | Celtic FC          | 1 - 4    | 0 - 1     | 1 - 5  |
| 1984-1985 | Coupe UEFA                | 32es de finale      | Widzew Łódź        | 1 - 0    | 0 - 2     | 1 - 2  |
| 1985-1986 | Coupe UEFA                | 32es de finale      | KSV Waregem        | 0 - 1    | 2 - 5     | 2 - 6  |
| 1987-1988 | Coupe des clubs champions | Seizièmes de finale | AS Jeunesse d'Esch | 4 - 1    | 0 - 1     | 4 - 2  |
| 1987-1988 | Coupe des clubs champions | Huitièmes de finale | SL Benfica         | 0 - 0    | 0 - 1     | 0 - 1  |
| 1988-1989 | Coupe des coupes          | Seizièmes de finale | Glenavon FC        | 3 - 1    | 4 - 1     | 7 - 2  |
| 1988-1989 | Coupe des coupes          | Huitièmes de finale | Cardiff City       | 4 - 0    | 2 - 1     | 6 - 1  |
| 1988-1989 | Coupe des coupes          | Quarts de finale    | FC Barcelone       | 0 - 1    | 0 - 0     | 0 - 1  |
| 1992-1993 | Coupe des coupes          | Seizièmes de finale | AIK Solna          | 4 - 1    | 0 - 1     | 4 - 2  |
| 1992-1993 | Coupe des coupes          | Huitièmes de finale | Steaua Bucarest    | 3 - 2    | 1 - 2     | 4 - 4E |
| 1996-1997 | Coupe des coupes          | Seizièmes de finale | Olimpija Ljubljana | 1 - 1    | 0 - 0     | 1 - 1E |
| 1997-1998 | Coupe UEFA                | Deuxième tour Q     | Újpest FC          | 3 - 2    | 0 - 0     | 3 - 2  |
| 1997-1998 | Coupe UEFA                | 32es de finale      | FC Nantes          | 2 - 2    | 1 - 0     | 3 - 2  |
| 1997-1998 | Coupe UEFA                | Seizièmes de finale | FC Twente          | 1 - 1    | 0 - 0     | 1 - 1E |
| 2012-2013 | Ligue Europa              | Deuxième tour Q     | Dila Gori          | 1 - 2    | 1 - 3     | 2 - 5  |
| 2020-2021 | Ligue Europa              | Premier tour Q      | FC Honka           | 5 - 2    | N/A       | 5 - 2  |
| 2020-2021 | Ligue Europa              | Deuxième tour Q     | NŠ Mura            | N/A      | 0 - 3     | 0 - 3  |
| 2021-2022 | Ligue Europa Conférence   | Deuxième tour Q     | Larne FC           | 1 - 1    | 1 - 2     | 2 - 3  |
| 2023-2024 | Ligue Europa Conférence   | Deuxième tour Q     | Club Bruges        | 1 - 0    | 0 - 3     | 1 - 3  |

## Joueurs et personnalités du club

### Entraîneurs
Le tableau suivant présente la liste des entraîneurs du club depuis 1919.
| Rang | Nom                | Période   |
| ---- | ------------------ | --------- |
| 1    | A. G. Pettersson   | 1919-1922 |
| 2    | Mr. Brown          | 1922-1924 |
| 3    | Harald Hansen      | 1925-1926 |
| 4    | Alfred Rasmussen   | 1927-1931 |
| 5    | Fritz Molnar       | 1932-1935 |
| 6    | William von Würden | 1936-1937 |
| 7    | Søren Jensen       | 1938-1939 |
| 8    | Knud Aage Andersen | 1939-1940 |
| 9    | Gerhard Müller     | 1941-1951 |
| 10   | Peter Vesterbak    | 1952-1954 |
| 11   | Géza Toldi         | 1954-1956 |
| 12   | Peter Vesterbak    | 1956-1958 |

| Rang | Nom              | Période   |
| ---- | ---------------- | --------- |
| 13   | Walther Pfeiffer | 1959-1960 |
| 14   | Géza Toldi       | 1960-1964 |
| 15   | Henry From       | 1965-1966 |
| 16   | Erik Kuld Jensen | 1967-1968 |
| 17   | Kaj Christensen  | 1969-1973 |
| 18   | Jimmy Strain     | 1974      |
| 19   | Henry From       | 1974-1975 |
| 20   | Jørn Bjerregaard | 1976      |
| 21   | Erik Christensen | 1977-1979 |
| 22   | Poul Erik Bech   | 1980-1983 |
| 23   | Jürgen Wähling   | 1984-1986 |
| 24   | Jens Harmsen     | 1986      |

| Rang | Nom                             | Période   |
| ---- | ------------------------------- | --------- |
| 25   | Allan Hebo Larsen               | 1987-1988 |
| 26   | Jens Harmsen                    | 1989      |
| 27   | Ole Brandenborg                 | 1990      |
| 28   | Lars Lundkvist                  | 1990-1993 |
| 29   | Peter Rudbæk                    | 1993-2000 |
| 30   | L. Lundkvist & K. Nielsen       | 2000      |
| 31   | Ove Christensen                 | 2000-2001 |
| 32   | John Stampe                     | 2001-2002 |
| 33   | Hans Petersen                   | 2002      |
| 34   | Poul Hansen                     | 2002-2003 |
| 35   | Sören Åkeby                     | 2004-2005 |
| 36   | B. Steen Nielsen & J. Tollefsen | 2005      |

| Rang | Nom              | Période   |
| ---- | ---------------- | --------- |
| 37   | Ove Pedersen     | 2006-2008 |
| 38   | Erik Rasmussen   | 2009-2010 |
| 39   | Peter Sørensen   | 2010-2014 |
| 40   | Jesper Fredberg  | 2014      |
| 41   | Morten Wieghorst | 2014-2015 |
| 42   | Glen Riddersholm | 2015-2017 |
| 43   | David Nielsen    | 2017-2022 |
| 44   | Uwe Rösler       | 2022-2025 |
| 45   | Jakob Poulsen    | 2025-     |

### Joueurs emblématiques
Le club compte deux médaillés de bronze aux JO de 1948 (Erik Kuld Jensen et Per Knudsen) ainsi que trois médaillés d'argent (Henning Enoksen, Henry From, Hans Christian Nielsen) aux JO de 1960, dans les deux cas avec la sélection danoise.
- Henry From
- Per Knudsen
- Hans Christian Nielsen
- John Amdisen
- Martin Jørgensen
- Henning Enoksen
- Erik Kuld Jensen
- Brian Steen Nielsen
- Claus Thomsen
- Flemming Povlsen
- Henning Jensen
- Jakob Poulsen
- Jan Bartram
- John Sivebæk
- Johnny Mølby
- Kent Nielsen
- Lars Windfeld
- Leon Andreasen
- Marc Rieper
- Morten "Duncan" Rasmussen
- Stig Tøfting
- Torben Piechnik
- Troels Rasmussen
- Aage Rou Jensen (en)
- John Stampe (en)
- Scott Sellars
- Liam Miller
- Michael Doyle
- Håvard Flo
- Bojan Djordjic
- Benny Feilhaber
- Jeremiah White